# Hugo Sellheim

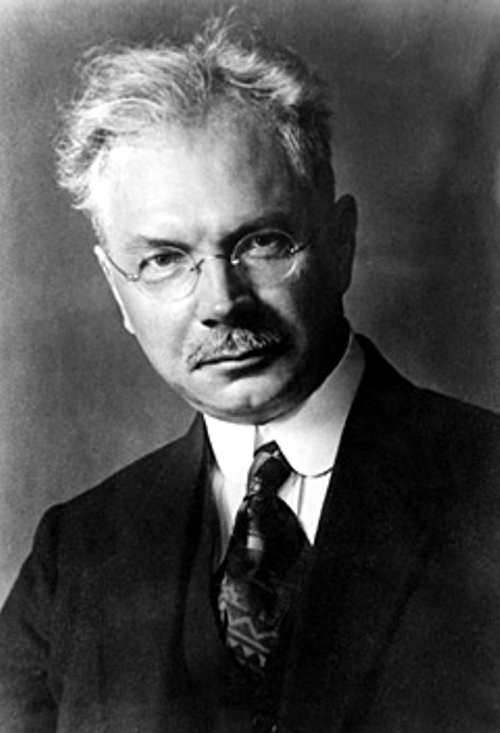
Hugo Sellheim, um 1920

Hugo Sellheim (* 28. Dezember 1871 in Biblis bei Worms; † 22. April 1936 in Leipzig) war ein deutscher Gynäkologe und Geburtshelfer.

## Leben und Wirken
Hugo Sellheim wurde als Sohn eines praktischen Arztes in Biblis geboren. Er besuchte Gymnasien in Worms und Gießen, bevor er an der Hessischen Ludwigs-Universität Medizin zu studieren begann. Er war von Ostern 1890 bis Ostern 1892 im Corps Starkenburgia aktiv. Als Inaktiver wechselte er an die Friedrich-Alexander-Universität Erlangen, die Friedrich-Wilhelms-Universität zu Berlin und die Albert-Ludwigs-Universität Freiburg. In Freiburg wurde er 1895 zum Dr. med. promoviert.
Nach einem Volontariat in der Pathologie der Schlesischen Friedrich-Wilhelms-Universität ging Sellheim Ende 1895 als Assistent an die Frauenklinik der Universität Freiburg unter Alfred Hegar. Dort habilitierte er sich 1898 für Geburtshilfe und Gynäkologie. Seit 1902 außerordentlicher Professor, wurde er bei der Eröffnung der Akademie für praktische Medizin Düsseldorf als  erster Direktor der Frauenklinik berufen. 1907 folgte er dem Ruf auf den Lehrstuhl der Eberhard Karls Universität Tübingen. Eine Berufung an die Georg-August-Universität Göttingen lehnte er ab. 1917 wurde er auf den Lehrstuhl der Friedrichs-Universität Halle berufen und dort Direktor der Hallenser Frauenklinik. Im Ersten Weltkrieg leitete er vorübergehend ein Reservelazarett in Tübingen. Um 1925 unterstützte er beratend den Anatomen Hermann Stieve bei dessen Forschungen zu Schwangerschaftsveränderungen des Scheidenepithels. 1926 wechselte er von Halle (Saale) als Ordinarius an die Universitätsfrauenklinik Leipzig. Er leitete diese bis zu seinem Tode im Alter von 64 Jahren. Sein Nachfolger war Robert Schröder von der Christian-Albrechts-Universität zu Kiel. Im Jahr 1909 wurde er zum Mitglied der Deutschen Akademie der Naturforscher Leopoldina gewählt.
Nach Otto von Franqué war Sellheim der 21. Präsident der Deutschen Gesellschaft für Gynäkologie und Geburtshilfe. 1929 eröffnete er ihren Kongress in Leipzig mit dem programmatischen Vortrag Zukunftspläne der Geschlechtsbeziehungen und Frauenkunde. Er beschrieb darin das Frauenbild der damaligen Zeit, welches aus den biologischen Besonderheiten des weiblichen Organismus abgeleitet wurde. In der Uhu riet er Frauen vom Leistungssport ab; denn zum einen  nähmen sie Niederlagen im Wettkampf persönlich, wodurch sich ihre Mimik unfraulich verzerre, zum anderen beeinträchtige der Leistungssport die Fruchtbarkeit.
Hugo Sellheim arbeitete an Forschungen für einen chemischen Schwangerschaftsnachweis und beschäftigte sich mit der  Vaterschaftsfeststellung. Er trug maßgeblich zur Aufklärung über Sexualität, Verhütung und Geburt bei und erforschte die mechanischen Vorgänge bei der Geburt („Sellheim’scher Geburtsmechanismus“). Um 1906 erforschte er den Geburtsmechanismus nach dem „Gesetz vom kleinsten Zwang“. Hugo Sellheim formulierte 1911 als Erster das Recht der Frau, über den Zeitpunkt einer Schwangerschaft selbst zu entscheiden. Zusammen mit Johann Veit entwickelte er den extraperitonealen Kaiserschnitt weiter, da unter den damaligen Bedingungen die Eröffnung der Bauchhöhle als riskant galt. 1916 hielt er in Tübingen als erster akademischer Lehrer öffentliche Vorlesungen über frauenkundliche Probleme. Für Hugo Sellheim war Frauenkunde der „… Teil unserer Wissenschaft, der nach Abzug von Frauenheilkunde und Geburtshilfe im engeren Sinne verbleibt. Ich rechne die ganze Anatomie, Physiologie und Biologie der Frau und des Frauenwesens dazu.“ Er meinte jedoch auch: „Durch zu viel Sport nach männlichem Muster“ werde der Frauenkörper „direkt vermännlicht, die weiblichen Unterleibsorgane verwelken“. Noch 1931 warnte er vor einem „künstlich gezüchteten Mannweib“.
In der Zeit des Nationalsozialismus war Sellheim Mitglied des Opferrings der NSDAP, förderndes Mitglied der SS, der SA Reserve I, des Nationalsozialistischen Lehrerbundes, der Nationalsozialistischen Volkswohlfahrt, des Reichsbundes der deutschen Beamten sowie Alter Herr des Nationalsozialistischen Deutschen Studentenbundes. Als Leiter der Frauenklinik der Universität Leipzig war Sellheim an Zwangssterilisationen beteiligt, die zur Durchsetzung der nationalsozialistischen „Rassenhygiene“ 1933 im „Gesetz zur Verhütung erbkranken Nachwuchses“ legitimiert worden waren.

## Schriften
- Die Geburt des Menschen nach anatomischen, vergleichend-anatomischen, physiologischen, physikalischen, entwicklungsmechanischen, biologischen und sozialen Gesichtspunkten. J. F. Bergmann, Wiesbaden 1913.
- Was tut die Frau fürs Vaterland? . F. Enke, Stuttgart 1915.
- Die geburtshilflich-gynäkologische Untersuchung: Ein Leitfaden für Studierende und Ärzte. J. F. Bergmann, München 1923.
- Hygiene und Diätetik der Frau. J. F. Bergmann, München 1926.
- Die Bestimmung der Vaterschaft nach dem Gesetz und vom naturwissenschaftlichen Standpunkt. J. F. Bergmann, München, 1928.
- Über die Bedeutung der Frauenkunde für die Sozialversicherungen nebst Bemerkungen über Ursprung und Wesen der Frauenkunde. Zentralbl Gynäkol 53 (1929), S. 1197.
- Moderne Gedanken über Geschlechtsbeziehungen. Kabitzsch, Leipzig 1929.
- Moderne Gedanken über Geschlechtsbeziehungen.  Kabitzsch, Leipzig 1930.
- Gemütsverstimmungen der Frau: Eine medizinisch-juristische Studie. Enke, Stuttgart 1930.
- Frauengymnastik im Lichte der funktionellen Entwicklung. Kabitzsch, Leipzig 1931.
- Wechseljahre der Frau: Ihre Bedeutung für das Leben. F. Enke, Stuttgart 1932.